# De voortuinen
De voortuinen is een wooncomplex aan de Haarlemmerweg te Amsterdam-West.

## Geschiedenis
Vanaf 1969 tot 1971 werd er gebouwd aan een 45 meter hoog kantoorgebouw voor de Rijkspostspaarbank. Het ontwerp van het kantoor kwam van Arthur Staal. Het gebouw stond aan de Haarlemmerweg ter hoogte van de kruising met de Bos en Lommerweg, maar dan wel aan de overzijde van de Haarlemmertrekvaart, die hier vlak naast de Haarlemmerweg is gelegen. Het kantoorgebouw was een eerste in de herontwikkeling van een plaatselijk industrieterrein (met onder andere Linmij, Boldoot, een drukkerij en Coca Cola) naar een kantorengebied tussen de vaart en spoorlijn Amsterdam-Haarlem. Het hoge gebouw viel op in de buurt, waar de meeste bebouwing bij vier of vijf bouwlagen ophield en was in de buurt gezichtsbepalend. Het gebouw was karakteristiek vanwege de hoge plint (twee etages) en de repeterende torengevel met twaalf etages. Staals hand was te herkennen in de overeenkomst met Toren Overhoeks. Het gebouw had een vleugel, die in laagbouw werd uitgevoerd. Nadat bijna het hele industrieterrein omgebouwd was, ging het gebouw op in de kantoorachtige omgeving, maar bleef het hoogste gebouw in de wijk.
De RPS vertrok echter al snel naar Leeuwenburg en ING trok in het gebouw. Ook deze bank vertrok en wel rond 2015.

## 21 eeuw
Het gebouw kwam leeg te staan. Ook andere kantoren in de strook kregen met leegstand te maken. Om een projectontwikkelaar in de gelegenheid te stellen het gebied aan een nieuwe herbestemming te onderwerpen moest het bestemmingsplan aangepast worden; dat plan liep van de westelijke punt van de terreinen van de voormalige Westergasfabriek tot en met Molenwerf. In de strook zou 55.000 m² vloeroppervlak omgebouwd worden 945 woningen aangevuld met enkele bedrijfseenheden. Amsterdam had een overcapaciteit aan kantooroppervlak en een tekort aan woonruimte. Aan architectenbureau MVRDV werd een nieuwe indeling van de openbare ruimten gevraagd.
Het gebouw werd als zodanig geheel gestript; de gehele gevel werd van het gebouw afgehaald. Onder leiding van Menno Kooistra en Elephant Studio kreeg het gebouw een totaal gewijzigd uiterlijk. De liften die centraal in het gebouw waren gelegen werden naar de buitenzijde verplaatst. In de toren (de laagbouw werd in 2020 gesloopt) werden 94 woningen ondergebracht alsmede twee commerciële annex bedrijfsruimten. De woningen werden alle voorzien van een balkon. Onderdeel van het gebouw en architectuur zijn circa 100 boompjes die over de woontoren verdeeld zijn en dienen als een soort voortuin, direct ook de naamgever van de toren. Het groen moest zorgvuldig gekozen worden, windsterkte en zonlicht waren de voornaamste criteria voor de soort.
Het gebouw dong mee naar de Amsterdamse Nieuwbouwprijs 2022, maar legde het af tegen het Spaarndammerhart. 

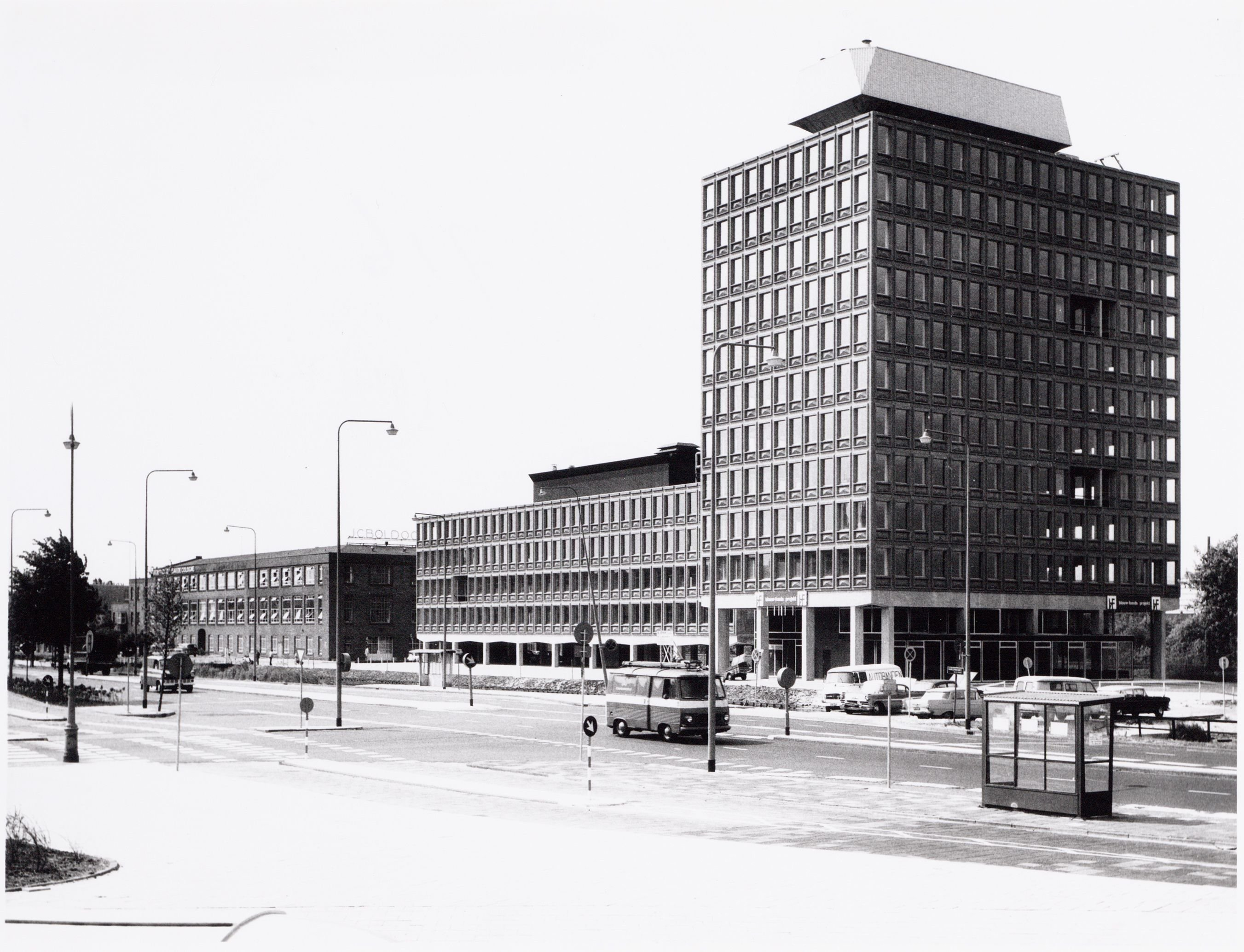
Het gebouw in 1970

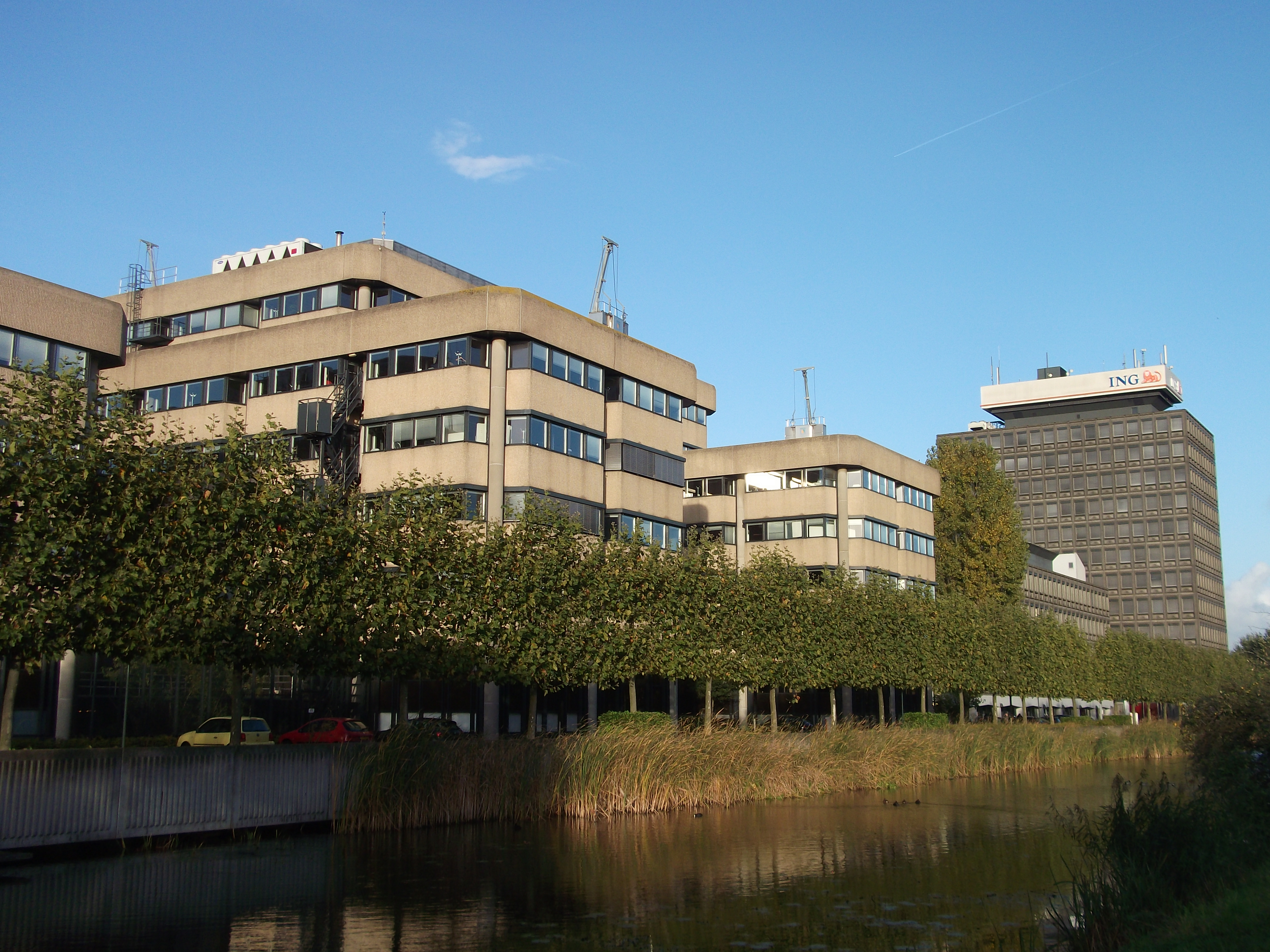
Donkere toren van RPS en ING in 2014